# Iet van Feggelen
Irène Maria Jo Arnoldina van Feggelen, més coneguda com a Iet van Feggelen   (Amsterdam, 20 d'agost de 1921 - Amsterdam, 15 de juliol de 2012), o pel nom de casada Koster–van Feggelen o Koster, va ser una nedadora neerlandesa, especialista en esquena, que va competir durant les dècades de 1930 i 1940.
La seva carrera es va veure dificultada per la Segona Guerra Mundial, que va impedir la seva participació en uns Jocs Olímpics d'Estiu. Amb tot, va guanyar una medalla de plata i una de bronze al Campionat d'Europa de natació de 1938 i 1947 respectivament. Entre 1938 i 1947 va establir onze rècords mundials. Durant un viatge als Estats Units va descobrir la natació sincronitzada. En tornar a casa fundà el primer club de natació sincronitzada dels Països Baixos. Un cop retirada passà a exercir d'entrenadora de natació i natació sincronitzada. El 2009 fou incorporada a l'International Swimming Hall of Fame.